# ヘクト (ゲーム会社)
ヘクト（HECT、Hector／Hector Playing Interface）は、かつて日本に存在したゲームソフトウェア開発会社。東京都に本社を置いていた。

## 概要
ジャレコで「燃えろ!!プロ野球」のプロデュースなどを手がけていた関雅行（せきまさゆき、1948年東京都生まれ）が、同作の発売と前後して独立後、1988年に設立された会社である。
2000年代初頭までシミュレーションゲームを中心に製作、発売してきた。2002年に倒産した。
2024年11月11日、家電メーカーのライソンがヘクトのスーパーファミコン向けタイトルを4本収録した『脳を鍛える大人の娯楽ゲーム 4 in 1』（テレビのHDMIに挿すだけでゲームが遊べるスティックタイプ型ゲーム機）を発売した。

## 代表作

### コンシューマー
- 将軍 1988年 ファミリーコンピュータ
- アメリカ大統領選挙 1988年 ファミリーコンピュータ
- 株式道場-実践編- 1988年 ファミリーコンピュータ
- 囲碁指南 1989年 ファミリーコンピュータ
- エモやんの10倍プロ野球 セリーグ編 1989年 ファミリーコンピュータ
- キャデラック 1990年 ファミリーコンピュータ
- 麻雀倶楽部永田町・総裁戦 1991年 ファミリーコンピュータ
- ビジネス・ウォーズ 1992年 ファミリーコンピュータ
- ムーンクリスタル 1992年 ファミリーコンピュータ
- イーハトーヴォ物語 1993年 スーパーファミコン - 宮沢賢治の世界を旅するアドベンチャーゲーム
- サラブレッドブリーダー 1993年 スーパーファミコン - 競走馬育成シミュレーションゲーム
- サラブレッドブリーダー2 1994年 スーパーファミコン - 1964年～1993年の競馬史に登場する競走馬に挑戦する競走馬育成シミュレーションゲーム
- 麻雀倶楽部 1994年 スーパーファミコン
- 将棋倶楽部 1995年 スーパーファミコン
- 新・将棋倶楽部 1995年 スーパーファミコン
- シミュレーションプロ野球 1995年 スーパーファミコン
- 古田敦也のシミュレーションプロ野球2 1996年 スーパーファミコン
- サラブレッドブリーダー3 1996年 スーパーファミコン - 世界の名馬を相手に戦わせる競走馬育成シミュレーションゲーム
- 加藤一二三九段 将棋倶楽部 1997年 スーパーファミコン
- ライアット・スターズ 1997年 プレイステーション
- サラブレッドブリーダー 世界制覇編 プレイステーション
- TSUMU 1998年 プレイステーション
- 超戦闘球技 ヴァンボーグ 1999年 プレイステーション
- シミュレーション プロ野球 '99 1999年 プレイステーション
- SOLID LINK Tower Side 2000年 プレイステーション
- SOLID LINK Dungeon Side 2000年　プレイステーション
- 本格派DE1300シリーズ 1999 - 2000年 プレイステーション